# Xerula raphanipes
Xerula raphanipes är en svampart som först beskrevs av Miles Joseph Berkeley, och fick sitt nu gällande namn av Dörfelt 1983. Xerula raphanipes ingår i släktet Xerula och familjen Physalacriaceae.   Inga underarter finns listade i Catalogue of Life.